# Hendrik Nehls
Hendrik Nehls (* 1982 in Strausberg) ist ein deutscher Kontra- und E-bassist.

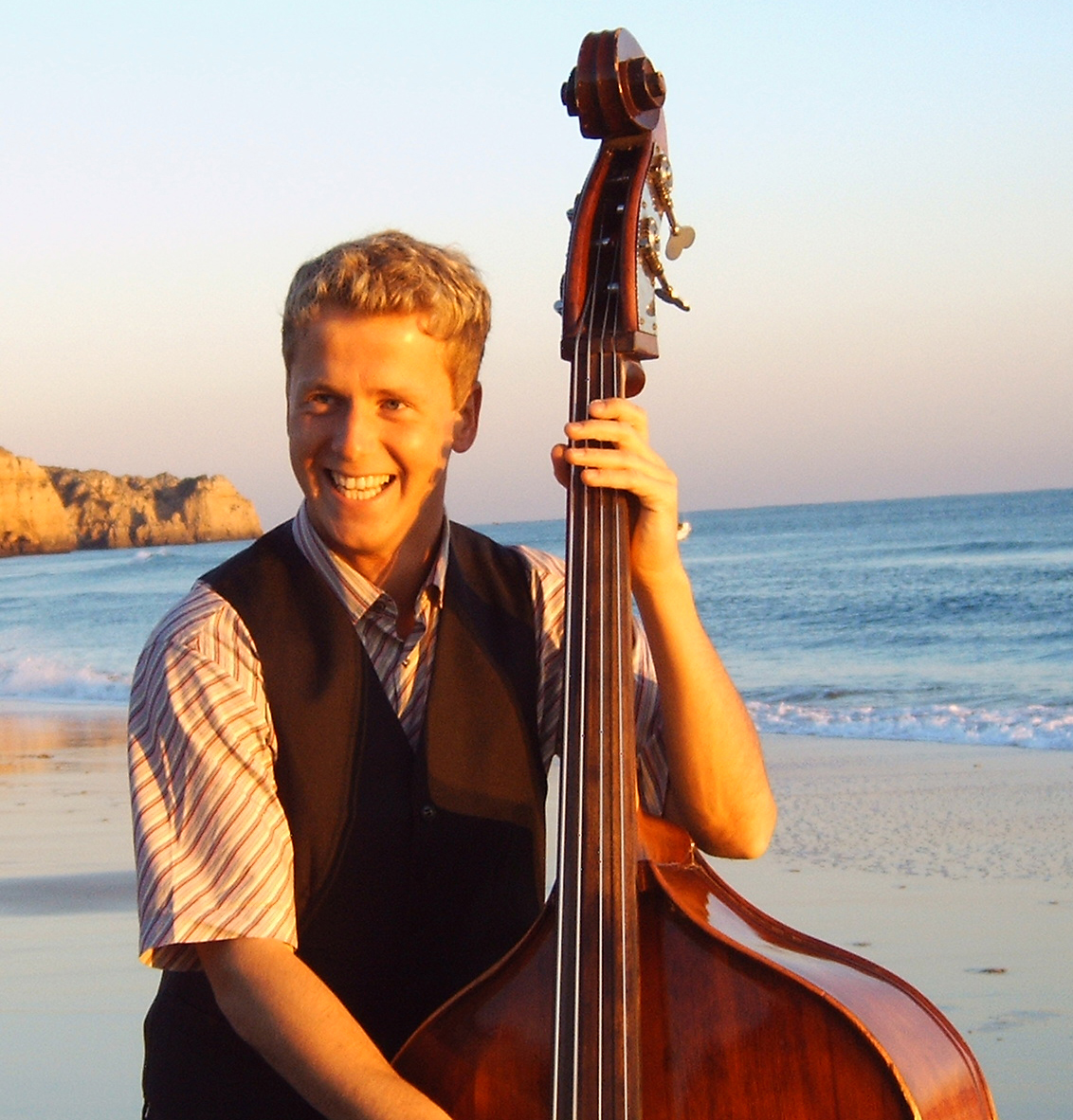
Hendrik Nehls 2015

## Leben und Wirken
Hendrik Nehls lernte Cellospielen im Alter von fünf, das Kontrabassspiel im Alter von 13 Jahren.
Seine musikalische Ausbildung erhielt er unter anderem bei Stefan Weeke (Berlin), George Mraz (New York) und Buster Williams (New York). Tourneen mit verschiedenen Bands führten ihn in die USA und die Schweiz sowie nach China und Portugal.
Seit 2007 ist er der Bandleader und Bassist von „Jazz Royal“. Neben ihm spielen Caroline Olbertz, Marcel van Cleef und Tilman Denecke in der Band. Dieses Ensemble untermalt hauptsächlich große Firmenevents und spielte unter anderem für Angela Merkel.
Seit 2010 ist Hendrik Nehls Mitglied der Band „Louise Gold & the Quarz Orchestra“ in Berlin. Das Quarz Orchestra besteht aus Louise Gold (Vocals, Songwriting), Hans Quarz (Arrangeur, Posaune), Florian Segelke (Gitarre), Hendrik Nehls (Kontrabass), Rolf Langhans (Piano) und Daniel Lunkenheimer (Schlagzeug). 2013 wurde die erste CD der Band mit dem Titel „Debut“ über das Label „Skycap Records“ veröffentlicht. Die selbst produzierten Songs wurden im Berliner Lightning Recorders Studio aufgenommen. Dabei wurde ausschließlich Equipment der fünfziger und sechziger Jahre für die Aufzeichnung und das Mastering verwendet.
Im März 2014 trat Hendrik Nehls mit der Popband „Louise Gold“ in den USA beim South-by-Southwest-Festival in Austin, Texas live auf. Kurz danach nahmen sie in Berlin das Album Terra Caprice auf, welches sich stilistisch zwischen Indie-Pop und Americana bewegt. Louise Gold – Terra Caprice wurde von Guy Sternberg in Berlin produziert und erschien im Januar 2015. Weiterhin gehört er zum Ensemble von Anna Margolina.

## Diskografie
- 2013: Louise Gold & the Quarz Orchestra, „Debut“ (Skycap Records / Rough Trade)[5]
- 2014: Marcel und Herr Wiesner, „Bestandsaufnahme“
- 2015: Louise Gold, „Terra Caprice“ (RaR Motor Entertainment / Edel)[6]
- 2015: Ricky Fabian, „Pictures - Hits From the Movies“ (Rhythm Bomb Records)